# Pseudoneureclipsis josia
Pseudoneureclipsis josia är en nattsländeart som beskrevs av Malicky och Chantaramongkol 1993. Pseudoneureclipsis josia ingår i släktet Pseudoneureclipsis och familjen fångstnätnattsländor. Inga underarter finns listade i Catalogue of Life.